# Martin Garzes
Martin Garzes, född 1526 i Aragonien och död 7 februari 1601, var en stormästare för johanniterorden.
Han betraktas som en mild och opartisk ledare för riddarorden. Han genomförde en del reformer, bland annat att icke adliga tilläts gå in i orden, förutsatt att de var födda inom äktenskapet, haft en katolsk uppväxt och att deras fäder fört befäl inom det militära.
Garzes hade inte haft sin post som stormästare länge, då underrättelser kom om att en stark turkisk flotta skulle avsegla mot Malta. När turkarna den 30 september 1597 landsteg med 2 000 man på ön Gozo, stod orden väl förberedd, och under kommendant Beauregards befäl slog man tillbaka turkarna med sådan kraft att de överlevande flydde tillbaka upp på skeppen, och flottan lämnade sedan Malta.
Martin Garzes gav order om byggandet av Maltas första försvarstorn, vilket uppfördes på Gozo. Tornet byggdes efter hans död, år 1605, och fick namnet Garzestornet (även kallat S:t Martins torn). Tornet revs dock av britterna under mitten av 1800-talet då man behövde sten till ett brobygge.
Martin Garzes rustning finns bevarad och kan beskådas i palatsrustkammaren i Valletta.